# Celloconcert nr. 2 (Balada)
Het Celloconcert nr. 2 "New Orleans" is een compositie van Leonardo Balada. Hij schreef het celloconcert in zijn gebruikelijke stijl, waarbij hij muziek uit vervlogen tijden overzette naar hedendaagse muziek. In dit geval gebruikte hij geen klassieke muziek of Spaanse volksmuziek, maar negrospirituals. De klaaglijke zang van de cello in deel 1, getiteld Lament, heeft dan ook veel weg van New Orleansblues. Deel 2, getiteld Swinging, schuift dan meer richting de jazz.
Het werk vond al snel zijn weg naar de lessenaar. Op 9 maart 2002 werd het voor het eerst uitgevoerd en wel door Michael Sanderling, begeleid door het Rundfunk-Sinfonieorchester Berlin onder leiding van Rafael Frühbeck de Burgos.
Balada schreef het voor:
- 2 dwarsfluiten, 2 hobo’s, 2 klarinetten, 2 fagotten
- 2 hoorn, 2 trompetten
- percussie, piano
- violen, altviolen,  celli, contrabassen

In 2002 bewerkte Balada het eerste deel lament tot Spiritual voor cello en piano; ook Spiritual werd opgedragen aan Michael Sanderling.